# Хунну
Хунну (от китайското название: Xiōngnú, приблизително произнасяно на китайски като сюнну) са номадски народ, обитавал днешните Монголия, Северен Китай и Южен Сибир между 16 век пр.н.е. и 5 век. През 3 век пр.н.е. хунну създават обширна степна империя в Централна Азия, поддържаща активни военни, дипломатически и търговски отношения с Китай.

## Език и наименование
Основната част от информацията за хунну идва от китайски писмени източници. Преки сведения за езика им няма, а отделните думи с предполагаем произход от хунну са запазени в китайски текстове. Това предизвиква затруднения в интерпретацията им, тъй като в китайския говор някои звуци на съседните народи отсъстват и се предават приблизително (например р преминава в ж). В същото време, макар китайската писменост да се е запазила непроменена от времето на хунну, фонетиката на езика значително се е променила.
Наименованието на хунну на китайски е 匈奴 (пинин: Xiōngnú; уейд: Hsiung-nu), което на съвременен стандартен мандарин се произнася близко до шюнну или сюнну. Някои изследователи, като Лев Гумильов, въз основа на сведенията за развитието на фонетиката на китайския, смятат формата хунну за по-близка до оригиналното произношение на думата. Лев Гумильов обаче не е езиковед, а освен това – не работи с оригиналите на китайските източници, а използва само преводи. Няма преки сведения за етнонима, използван от самите хунну.
Въз основа на косвени разсъждения за географската близост и историческото развитие се предполага, че езикът на хунну може да е близък с бъдещите, ирански, тюркски или енисейски езици.

## История

### Произход и ранна история
Първите сведения за хунну имат легендарен характер. Според Съма Циен те произлизат от Чунуей (淳維 Chún-wéi, Шън вей, Шун-вей, Чун-уей, (защо не Хун–уей)), син на Дзие, последния владетел от династията Ся. През 16 век пр.н.е. Чунуей избягал на север със семейството и поданиците си в областта Ордос и се смесили с местните жители, наричани от китайците жуни, като поставили началото на нов народ, наричан по това време ху.
През 11 век пр.н.е. под натиска на Китай ху пресичат Гоби и северно от нея протича вторична метисация. Вероятно в резултат на нея през 11-10 век пр.н.е. в Монголия и Задбайкалието се формира етноса хунну, свързван с археологическата култура на плочестите гробове.
Доказателство за миграцията на хунну от долината на р. Хуанхъ е вида керамика, използвана от хунну, която е идентична с тънкостенната сива и черна без никакви рисунки керамика от периода на културата „Луншан“ – от Хуанди до края на династия Ся.

### Създаване на империята
През 209 пр.н.е. хунну са обединени в мощен съюз, начело с Маодун. Политическото единство им позволява да концентрират значителни военни сили и да използват по-добра стратегия и тактика, което ги превръща в сериозна заплаха за Китай. Причините за това обединение са неясни, но вероятно са свързани с политическата криза, последвала отблъскването им от областта Ордос от армиите на династията Цин през 215 пр.н.е.
След като установява вътрешно единство, Маодун разширява империята във всички посоки. На север подчинява няколко номадски племена, сред които динлин и енисейските киргизи в Южен Сибир. Той разгромява дунху в Източна Монголия и Манджурия и успява да си възвърне изгубените по-рано територии южно от Хуанхъ. Преди смъртта на Маодун хунну са отблъснали окончателно юеджи от Гансу и установяват присъствието си в днешен Синдзян.
Маодун поставя основите и на административното устройство на държавата на хунну. Той използва титлата шанюй (Кан-иу, Chan-yu означава „син на безкрайното небе“), която смята за равна на тази на китайския император. Столицата на държавата е в Лунчен, днешна Монголия. През 198 пр.н.е. Маодун поставя началото и на поредица от договори с Китай, които са подновявани до 135 пр.н.е.. Договорите установяват мирни отношения и регулират търговията между двете страни. Той бил толкова значима фигура, че след него управлението станало наследствено. Основал династия Мод.

### Войни с династията Хан
Още от средата на 2 век пр.н.е. напрежението между хунну и Китай започва да нараства, заради засилването на влиянието на милитаристичните кръгове в Китай и недоволството им от данъка, изплащан на хунну. Войната започва през 134 пр.н.е., когато китайците правят неуспешен опит да заловят с измама шанюя.
Мащабните военни действия започват през 129 пр.н.е., когато китайски войски нападат съществуващите от десетилетия търговски средища по границата между двете страни и избиват намиращите се там хунну. През 127 пр.н.е. Уей Цин завладява Ордос, а през 121 пр.н.е. Хо Цюбин опустошава териториите на север от Хуанхъ. През 119 пр.н.е. двамата военачалници повеждат армиите си на север и принуждават шанюя да отстъпи на север от Гоби.
Сериозни логистични проблеми предотвратяват развитието на китайската офанзива. Китайските войски не могат да се снабдяват с храна на толкова голямо разстояние от базите си и не са подготвени за живот в студения климат на север.
Според различни оценки двете страни губят във войните по около 80 хиляди души, а сред китайските загуби са и над 100 хиляди коня. В резултат на войната китайците установяват контрол над стратегически важната област Гансу. С това те си осигуряват достъп до днешен Синдзян и откъсват хунну от потенциалните им съюзници в Тибет.

### Разделяне на хунну
През 1 век пр.н.е. се засилват вътрешните противоречия в държавата на хунну. Местните лидери влизат в конфликти помежду си и понякога отказват да се подчиняват на централната власт. През 50-те години тези спорове прерастват в открити сблъсъци, като различните групи налагат свои представители за шанюи.
През 54 пр.н.е. шанюят Хухансие претърпява поражение от брат си Джиджи, изоставя столицата си и отстъпва на юг. На следващата година той сключва договор с Китай, който практически го превръща във васал, плащащ данък на императора. Той изпраща сина си Шулоудзютан като заложник в Чанан и самият той на три пъти посещава китайската столица, отдавайки почести на императора и получавайки в замяна дарове. Джиджи също прави опит да установи дипломатически отношения с Китай, но не постига успех. През 33 пр.н.е. китайска армия му нанася поражение, като самият той е убит.
Тези отношения между хунну и Китай се запазват до управлението на Худуаршъ Даогао (18 – 48), който се възползва от вътрешните проблеми на Китай, за да възстанови контрола на хунну над загубените територии в Централна Азия. През 24 той дори се опитва да възстанови старата система, но като този път васал е китайският император.
Въпреки успехите на Худуерши, той не успява да възстанови централизираното управление на държавата. След неговата смърт през 48 хунну окончателно се разделят на две – северни хунну, водени от неговия син Пуну, и южни хунну, водени от шанюя Хайлуошъ (Би).
Притиснат от северните хунну и от природни бедствия, засегнали територията му, през 50 Би възстановява васалните отношения между южните хунну и Китай, като този път зависимостта е засилена. Южните хунну са заселени в определени области, където живеят смесени с китайско население. Между двете групи с различна култура съществуват постоянни напрежения. Така например, през 94 шанюят Ангуо се съюзява със северните хунну и организира мащабно въстание срещу Хан.
Около 150 – 155 година северните хунну претърпяват тежко военно поражение от сиенбей, които завладяват и последната източна област на северния шанюй – Джунгария. Част от хунну се преселват на юг под властта на васалните на Хан южни шанюи, други са подчинени от сиенбей, а най-голямата, трета група се изселва на запад от Тарбагатай. Част от последните, наречени „силните хунну“ се заселват около р. Емба и Волга, друга част наречени „слабите хунну“ в Седморечието основават държавата Юебан, а друга наречени „белите хунну“ се заселват в Хорезм, около гр. Хива.
Към края на управлението на Източна Хан, южните хунну са въвлечени в междуособиците, разтърсващи китайския двор. През 188 шанюят е убит от собствените си поданици, след като се съгласява да изпрати войски, които да потушат въстание срещу Хан в Хъбей. Въпреки това, с времето аристокрацията възприема все повече китайската култура, като през 3 век благороднически родове на южните хунну дори претендират, че произхождат от династията Хан.

### След 2 век
Сложната етническа ситуация в смесените райони по северната китайска граница довежда до тежки конфликти. Към края на 3 век вълненията сред некитайското население обхващат цялата граница на Западна Дзин.
През 304 потомците на южните хунну в Шанси се възползват от гражданската война в Китай и започват мащабно въстание. Под ръководството на китаизирания благородник Лю Юен те привличат и голям брой китайци от граничните райони. Лю Юен установява столицата си в Пинян и нарича държавата си Хан по името на старата китайска династия. Хунну използват многобройна тежка кавалерия, която им дава преимущество пред армиите на Дзин, и през 311 те превземат Лоян и пленяват император Сима Чи. През 316 следващият император Дзин е пленен в Чанан и цял Северен Китай е подчинен от хунну, като остатъците от династията Дзин оцеляват на юг, оставайки известни като Източна Дзин.
През 318 Лю Яо премества столицата в Чанан и преименува династията на Джао. През следващата година военачалникът Шъ Лъ от етническата група дзие отцепва източната част от владенията му, където създава държавата Късна Джао. Войната между двамата продължава до 329, когато Лю Яо е пленен и екзекутиран, а столицата Чанан е превзета от Шъ Лъ.
Хунну продължават да бъдат активни в Северен Китай в продължение на още един век. Техният клон тефу контролира днешна Вътрешна Монголия в периода 376 – 386. След това те са постепенно подчинени от туоба и стават известни под името дугу.
В началото на 5 век Лю Бобо, оцелял благородник от тефу, основава в Ордос държава, неречена Ся, заради митичния произход на хунну от древната династия Ся. Последната държава на хунну е унищожена от Северна Уей през 428 – 431, след което южните хунну престават да играят важна роля в китайската история, асимилирани от сянбей и китайците. Племето тиел (гаоче), които са били в състава на южните хунну, се изтеглят към Алтай и се считат за родоначалници на тюрките.

## Връзка между хунну и хуните
Връзката на хунну с хуните е предмет на дискусии от 18 век, когато Жозеф дьо Лин свързва имената на двете групи. Тази теория, широко разпространена в историографията, се базира на непреки данни от лингвистиката, китайски писмени източници, както и някои археологически сведения.
Според нея, след пораженията на хунну от династията Хан в края на 1 век и от сиенбей през 155 г., част от северните хунну, „силните хунну“ мигрират на запад към степите на днешен Северен и Западен Казахстан (около р. Емба и Волга), като през 4 век достигат Централна Европа. За двата века между тези две събития няма сведения, което поставя връзката между двете етнически групи под въпрос. Изследванията на ДНК на хуни също не водят до ясно заключение за техния произход. Съществува хипотеза за смесването на преселници от хунну с местните скитски, сарматски и угърски народи, в резултат на което се образува новият хунски етнос.
Съвременните изследвания показват, че много от големите степни племенни съюзи не са расово еднородни. Освен това е възможно някои племена да са се обявявали за хуни, заради престижа и славата на името, или то да им е приписвано от чужденците, поради техния начин на живот, предполагаемо място на произход или репутация.